# 深圳市建筑工务署
深圳市建筑工务署是深圳市人民政府直属正局级行政管理类事业单位，主要负责市政府投资建设工程项目（水务和交通工程项目除外）的统一建设管理工作。

## 历史

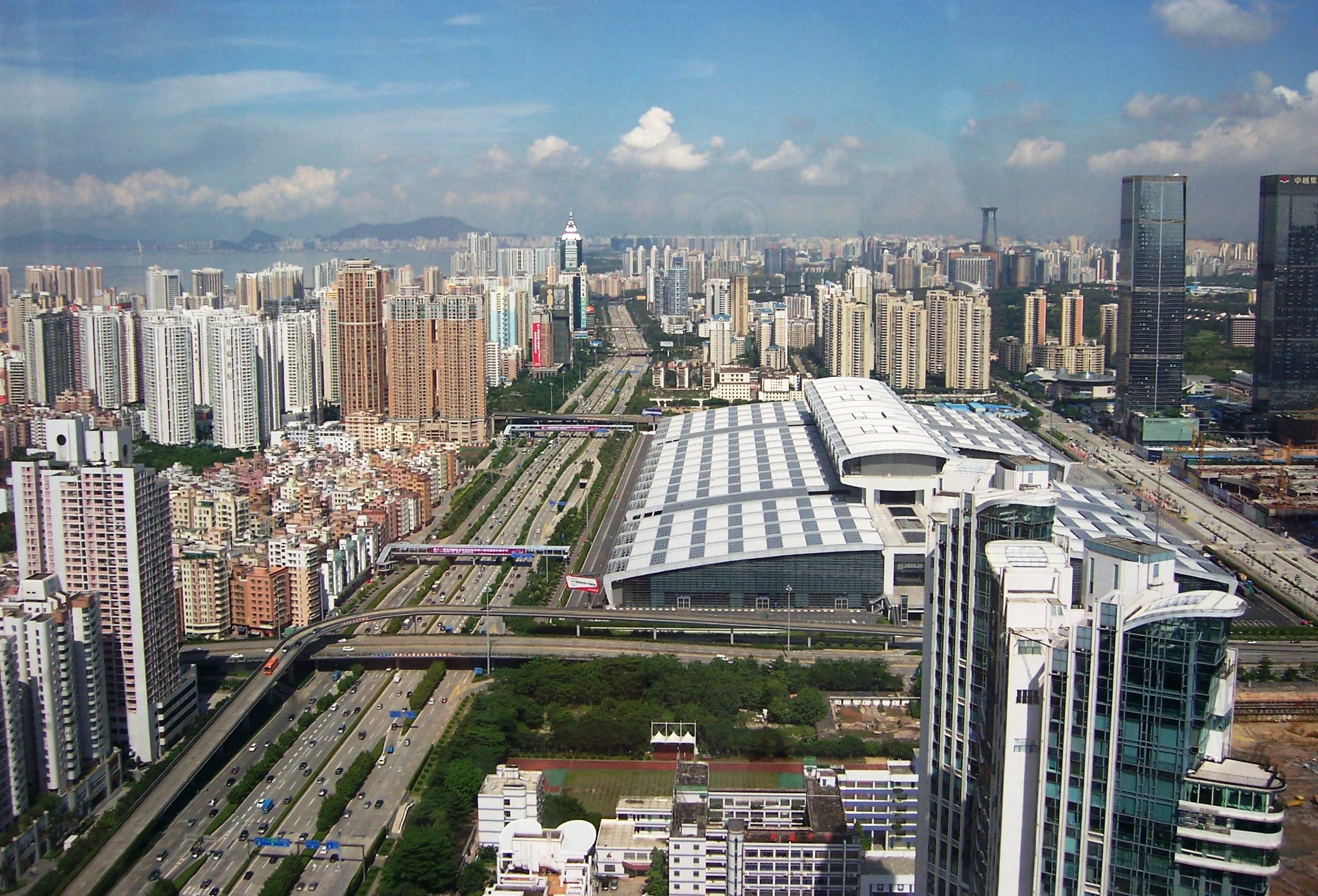
深圳会展中心

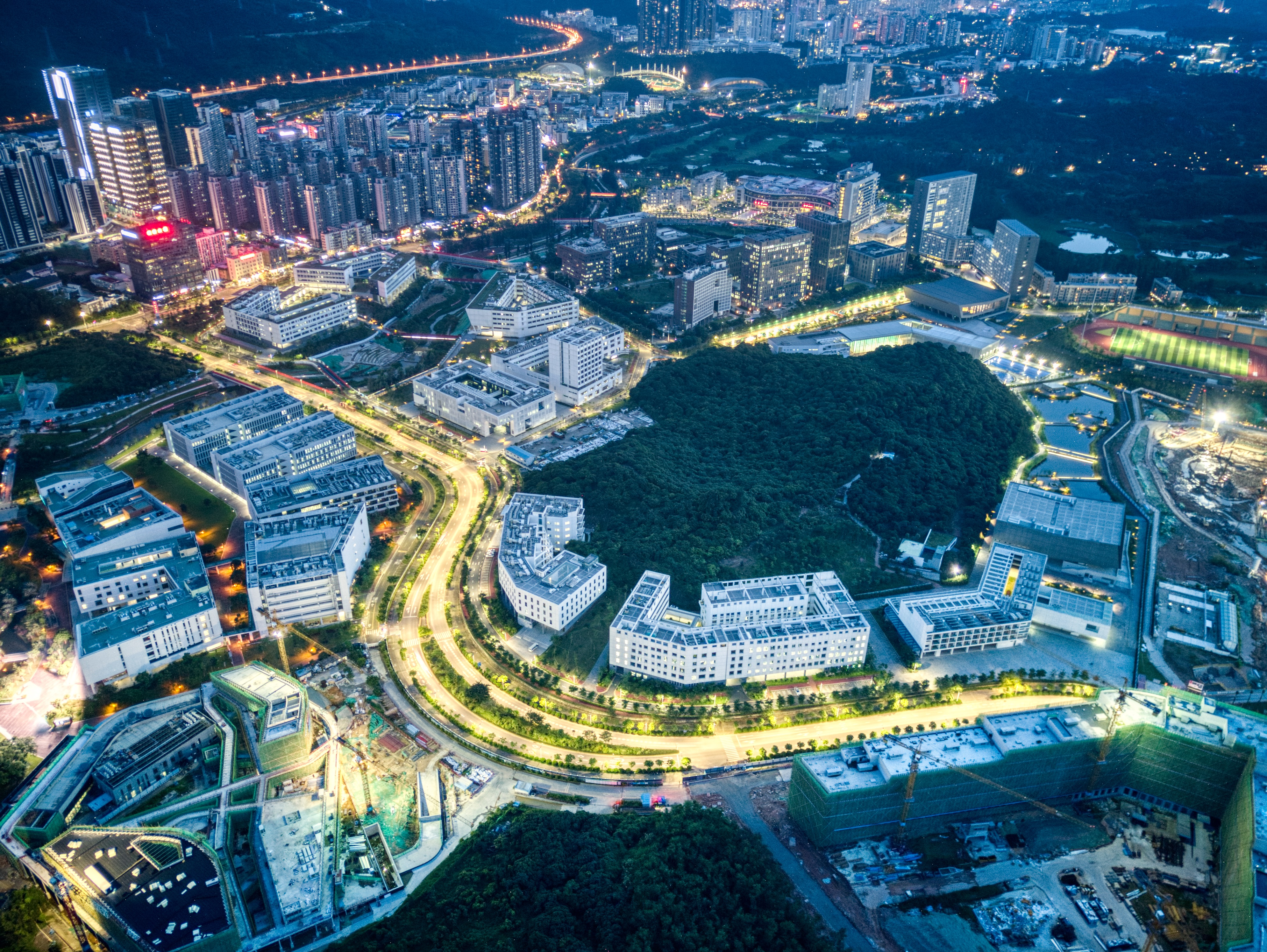
深圳大学丽湖校区夜景

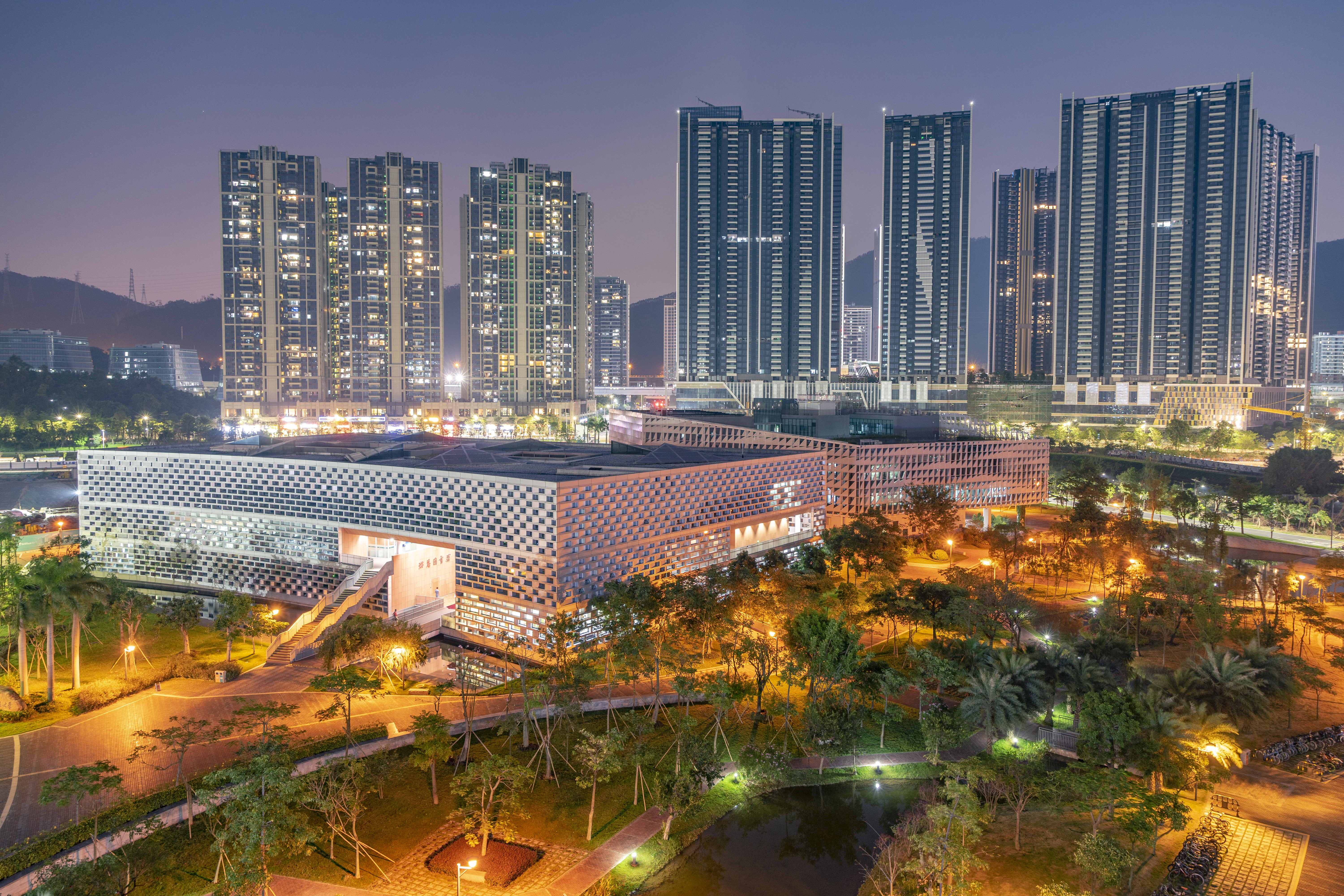
南方科技大学夜景

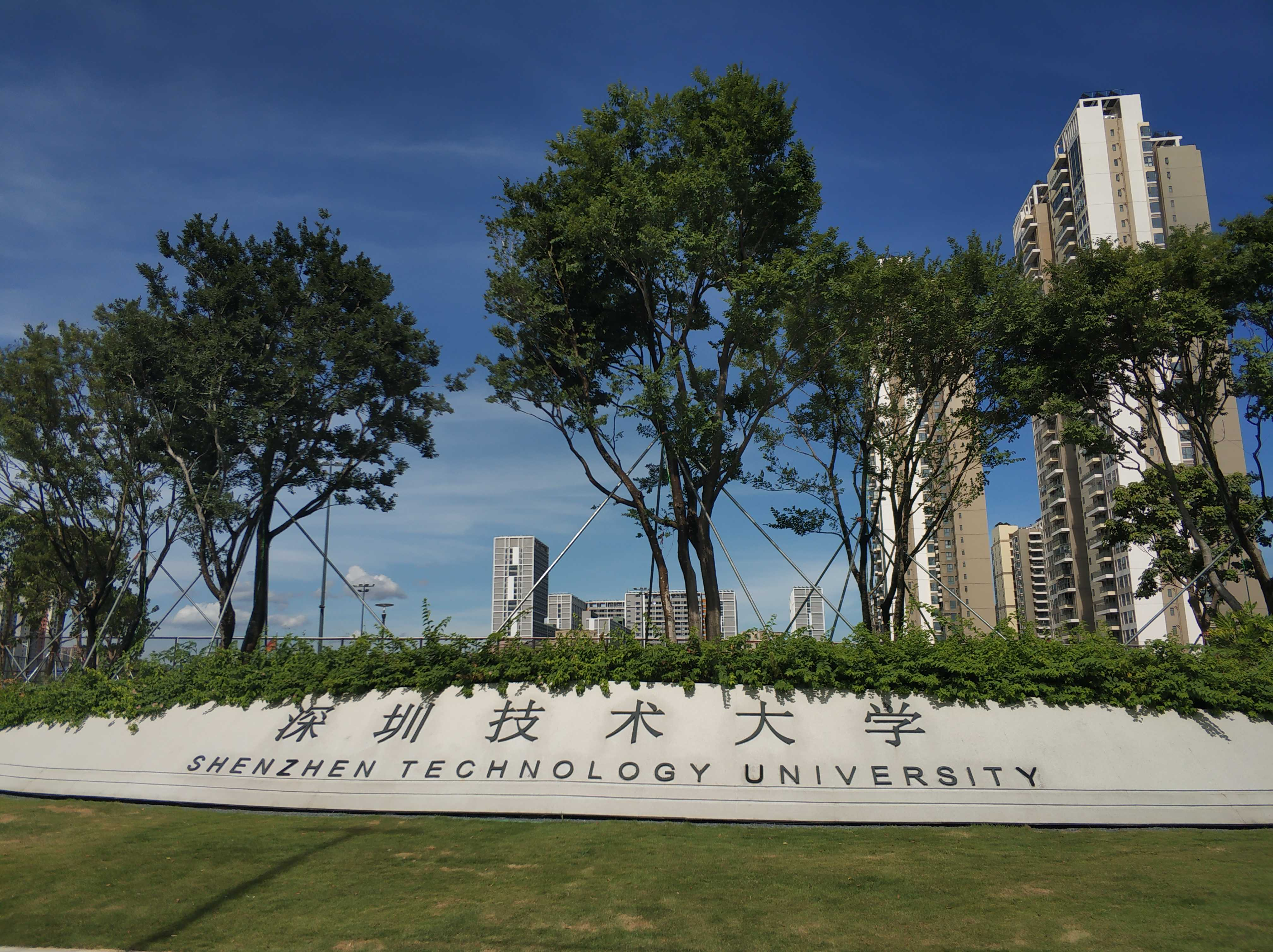
深圳技术大学

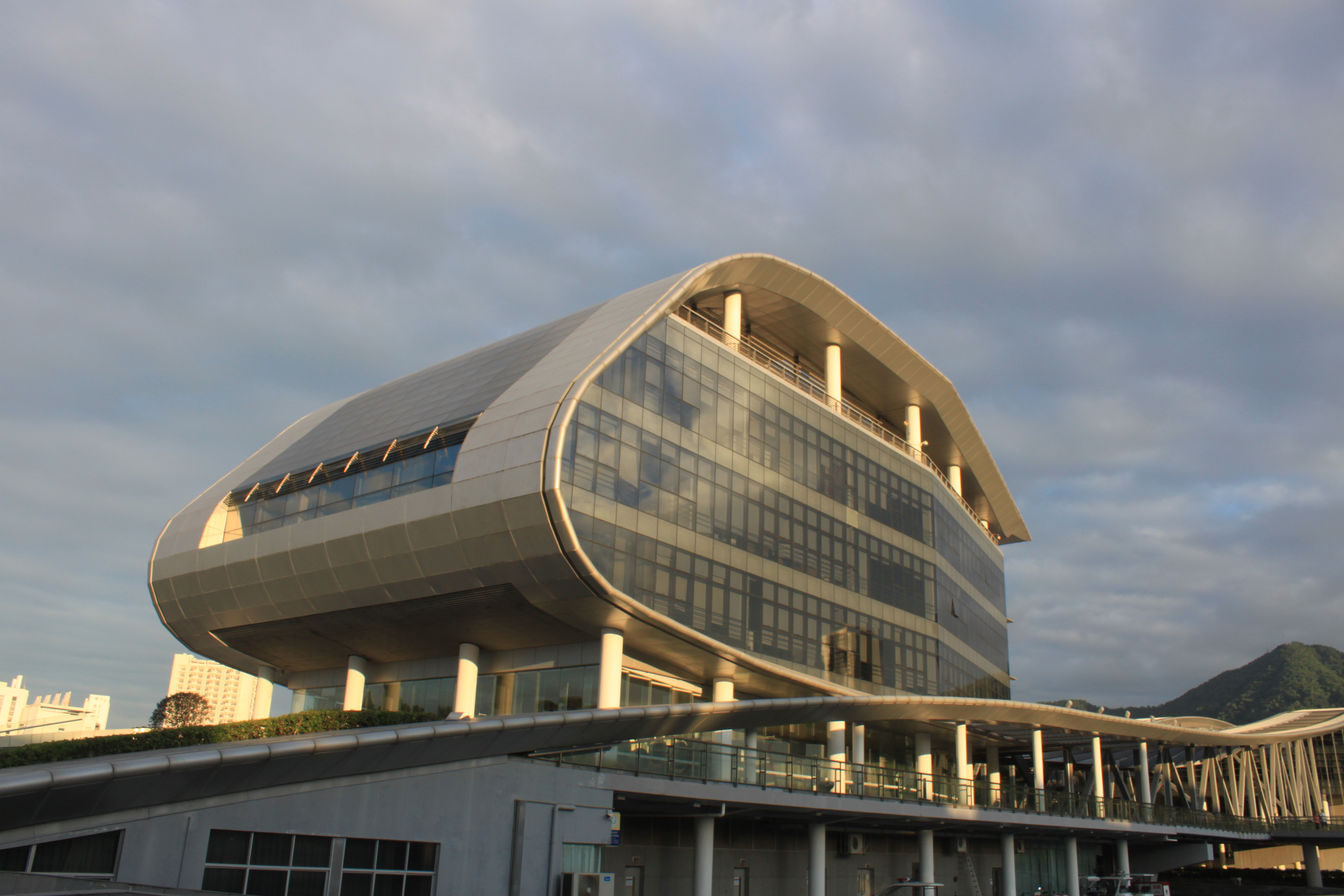
深圳市科技图书馆

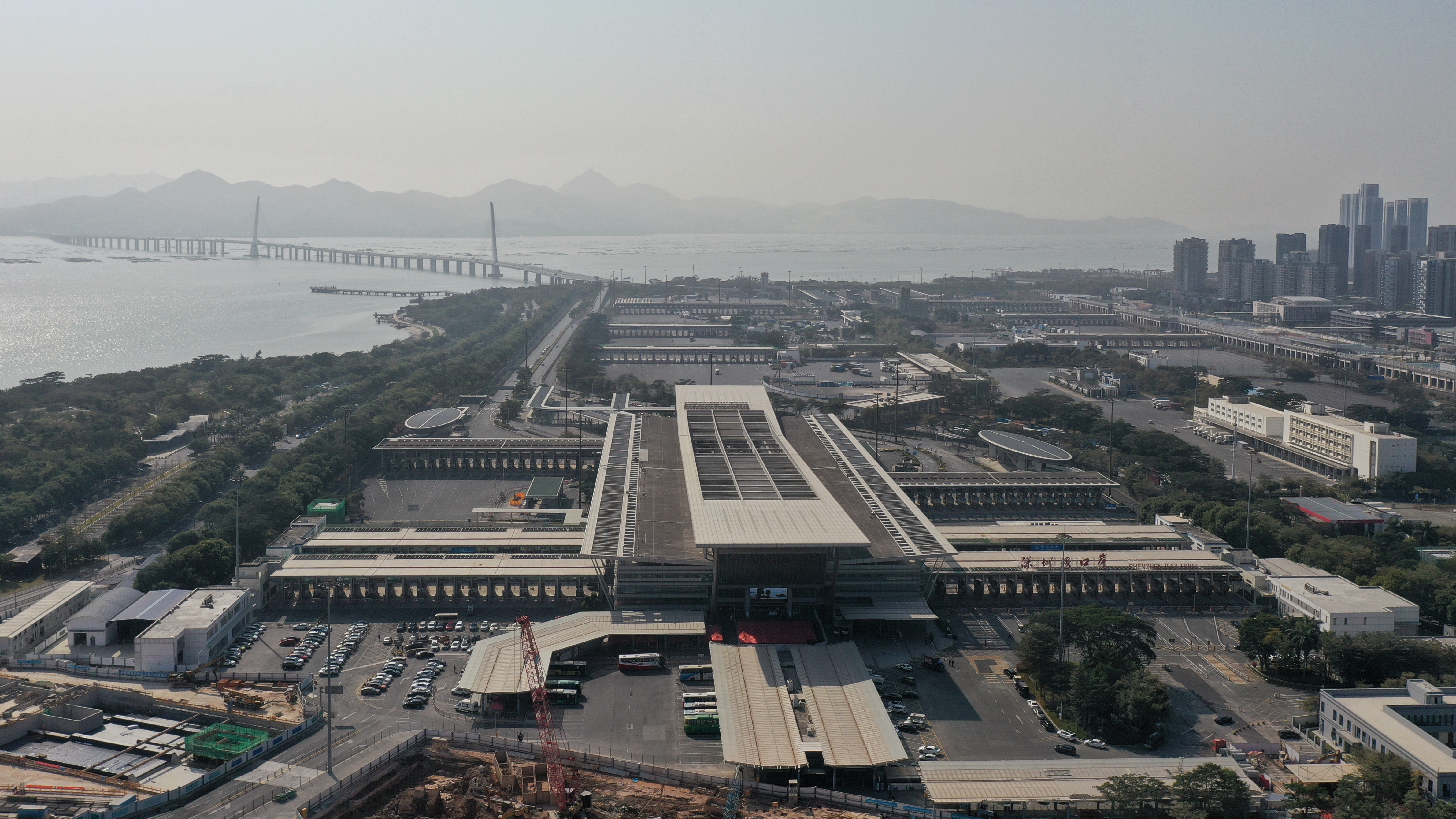
深圳湾口岸

深圳大学总医院

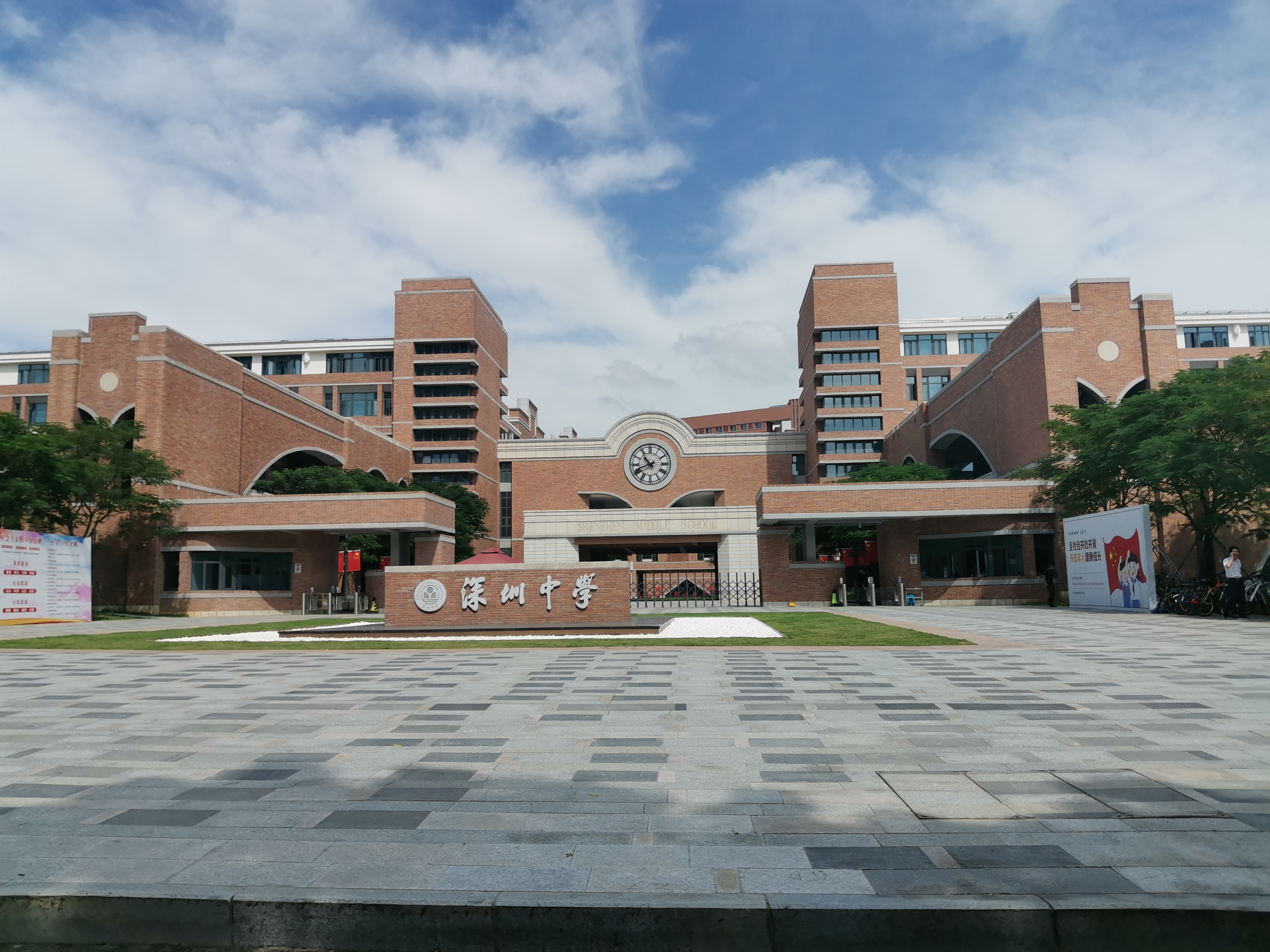
深圳中学泥岗校区

20世纪80年代，深圳市人民政府借鉴香港政府布政司署工务科的机构设置，在深圳市建设局下设建筑工务署，负责部分政府投资建设项目的建设管理。
20世纪90年代，深圳市人民政府成立深圳市城市建设投资发展公司。
1996年，深圳市城市建设投资发展公司由事业单位改组为企业，其市政建设管理的行政职能划归至深圳市建设局，深圳市建设局内设市政建设管理处。
1997年，深圳市人民政府在深圳市规划与国土资源局设立深圳市土地投资开发中心。
2002年7月18日，深圳市率先在中华人民共和国建立政府集中代建管理体系，将深圳市人民政府原各委办局各自独立的基建职能（如深圳市建设局市政建设管理处、深圳市土地投资开发中心），统一归至深圳市建筑工务局，深圳市建筑工务局为深圳市建设局的副局级事业单位。
2004年4月22日，深圳市建筑工务局升格为深圳市建筑工务署，为深圳市人民政府直属正局级行政管理类事业单位。
2017年7月19日，深圳市建筑工务署借鉴香港政府建筑署建筑设计处的机构设置，成立工程设计管理中心。
2021年7月26日，深圳市住宅工程管理站更名为深圳市建筑工务署教育工程管理中心，深圳市土地投资开发中心更名为深圳市建筑工务署文体工程管理中心。
2023年7月5日，深圳市建筑工务署文体工程管理中心更名为深圳市建筑工务署文体和水务工程管理中心。

## 职责
根据《深圳市建筑工务署职能配置内设机构和人员编制规定》和《关于调整市建筑工务署体制的通知》，深圳市建筑工务署承担下列职责：
1. 负责市政府投资建设工程项目（交通工程项目除外）的资金管理、前期审批事项报批、招投标管理、预决算和投资控制管理；
2. 政府公共房屋本体结构性维修工程的监督管理；
3. 对部分适合的建设项目组织实施代建制；
4. 负责市政府投资的新建、改建、扩建水务工程（不含转为社会投资的项目）和投资5000万元及以上的水务发展专项资金等工程类项目的组织实施。

## 机构设置

### 内设机构
- 办公室
- 人力资源处（机关党委办公室、纪检监察室）
- 综合计划处
- 信息科技处
- 建设统筹处
- 招标合约处
- 材料设备处
- 工程督导处

### 直属机构
- 深圳市建筑工务署工程设计管理中心
- 深圳市建筑工务署工程管理中心
- 深圳市建筑工务署文体和水务工程管理中心
- 深圳市建筑工务署教育工程管理中心

## 历任署长
- 姜建军（2004年3月—2010年11月）[9][10]
- 杨胜军（2011年1月—2015年7月）[11][12]
- 于宝明（2015年7月—2016年9月）[12][13]
- 乔恒利（2016年10月—2021年2月，民建会员，后兼任深圳市政协副主席）[14]
- 姚亮（2021年2月—2024年4月）
- 李卓（2024年4月—）

## 部分工程项目
1. 深圳机场三跑道扩建工程、T4航站区软基处理工程
2. 深圳会展中心
3. 深圳大学丽湖校区、粤海校区南区、档案馆
4. 南方科技大学一期、二期
5. 深圳技术大学一期
6. 香港中文大学（深圳）一期、二期
7. 深圳北理莫斯科大学
8. 哈尔滨工业大学（深圳）扩建工程、国际设计学院建设工程
9. 中山大学深圳校区
10. 深圳创新创意设计学院
11. 深圳音乐学院
12. 深圳海洋大学
13. 深圳理工大学
14. 深圳大学城国际会议中心
15. 深圳市科技图书馆
16. 莲塘口岸
17. 皇岗口岸临时旅检场地建设工程、新口岸重建工程
18. 深圳湾口岸配套设施完善工程
19. 深圳广电金融中心
20. 深圳市人民医院改扩建工程、龙华分院改扩建工程
21. 深圳市中医院光明院区
22. 深圳市第二人民医院改扩建工程
23. 深圳市第三人民医院改扩建工程
24. 香港大学深圳医院
25. 深圳大学总医院
26. 深圳市康宁医院罗湖院区厚德楼、坪山院区
27. 中山大学附属第七医院一期、二期
28. 深圳中学泥岗校区、初中部拆除扩建工程
29. 深圳实验学校初中部拆除重建工程
30. 深圳大学附属实验中学（深圳市第十五高级中学）
31. 坪山雅苑
32. 光侨雅苑
33. 深圳市殡仪馆改扩建工程